# 条件指数 (統計学)
条件指数（英: condition index）とは、{\displaystyle X'X}の特性根の最大から最小までの値であり、{\displaystyle X'X}が完全な多重共線性（特異点と呼ばれる）にどれだけ近いかを示す指標である。状態指数ともいう。条件数や条件変数とは別の概念である。

## 計算
条件指数は、最大の固有値とそれに続く各固有値の比の平方根として計算される。条件指数の解釈として「30より大きい指数は、強い共線性を示す」と経験則的に語られることもある。

## 実用
- 条件指数は回帰設計行列における多重共線性の度合いを示す。
- 一般的に、15より大きい値は共線性に問題がある可能性を示し、30より大きい値は深刻な問題を示している。
- 分散拡大係数のような他の手法に代わるものとされる。
- データの多重共線性を特定する一般的に認められた方法はないが、条件指数は潜在的な問題を見つけるための比較的簡単な方法ではある。
- この指標は、統計ソフトで広く利用できる。例えば、SPSSは、出力にあるSPSS共線性診断表の一部として条件指数を提供している。